# Жги!
«Жги!» — российский музыкальный драматический фильм 2017 года режиссёра и сценариста Кирилла Плетнёва, его полнометражный режиссёрский дебют.
Фильм принимал участие в основном конкурсе кинофестиваля «Кинотавр-2017», где Инга Оболдина была удостоена приза «За лучшую женскую роль».
В России фильм вышел в широкий прокат 7 декабря 2017 года.

## Сюжет
Строгая надсмотрщица в женской исправительной колонии в городе Апрельске Алевтина Романова по прозвищу «Ромашка» (Инга Оболдина) обладает неординарными вокальными данными. Пением она занимается с самого детства. Ещё будучи маленькой девочкой, ей даже приходилось выступать на сцене этой же колонии под аккомпанемент своей бабушки с песней из репертуара Аллы Пугачёвой «Старинные часы». Но Алевтина всегда очень стесняется своего таланта, а, повзрослев, поёт лишь изредка и только для себя.
В день празднования сорокалетнего юбилея старшего прапорщика Романовой, накануне её выхода на заслуженную пенсию, сослуживцы и семья дарят ей «караоке» и просят её спеть. После долгих уговоров она соглашается и выбирает ту же песню, которую исполняла в детстве, — «Старинные часы». В это время одна из заключённых колонии, выпускница консерватории и бывшая оперная певица Мария Стар по прозвищу «Хромая» (Виктория Исакова), тайно записывает на телефон пение Алевтины и выкладывает видео в интернет. Запись за короткий срок набирает более миллиона просмотров и пользуется огромным успехом. Алевтину замечают в Москве и приглашают поучаствовать в популярном музыкальном телевизионном шоу талантов «Зажги!». Она искреннее желает изменить свою жизнь, но совершенно не готова к конкурсу. Подготовиться к выступлению и найти свой голос ей помогает та самая Маша Стар, осуждённая на три года по статье 107 УК РФ за убийство.

## В ролях
- Инга Оболдина — Алевтина Петровна Романова (Ромашка),  надзиратель в женской исправительной колонии
- Виктория Исакова — Мария Стар (Хромая), заключённая в женской исправительной колонии, бывшая оперная певица
- Владимир Ильин — Михаил Иванович Храбрый (Иваныч), начальник женской исправительной колонии
- Анна Уколова — Вера Сергеевна, надзиратель в женской исправительной колонии
- Алексей Шевченков — Сергей, муж Алевтины, отец Шурки
- Данил Стеклов — Мажор, надзиратель
- Никита Кологривый — Жлоб, надзиратель
- Екатерина Агеева — Александра (Шурка), дочь Алевтины и Сергея
- Татьяна Догилева — Елена Александровна Сысоева (Начальница), проверяющая в женской исправительной колонии
- Александра Бортич — Женя, дочь Сысоевой
- Ольга Бузова — Ольга Бузова (камео), ведущая телешоу «Зажги!»
- Ярослава Дегтярёва — Алевтина в детстве
- Алла Малкова — бабушка Алевтины, преподаватель сольфеджио
- Игорь Сиротин — брат Сысоевой
- Петар Зекавица — Петар, продюсер телешоу «Зажги!»
- Анастасия Щипанова — конкурсантка

### Приглашённые звёзды
- Дима Билан
- Лариса Долина
- Антон Комолов
- Сергей Пенкин
- Ева Польна
- Кети Топурия
- Ольга Шелест
- Константин Крюков

## История создания
Основой сценария послужила реальная история британской певицы Сэм Бэйли, победительницы десятого сезона музыкального телешоу «The X Factor» (2013), работавшей надзирательницей в мужской тюрьме.
Главная роль в сценарии писалась Кириллом Плетнёвым специально под актрису Ингу Оболдину, снимавшуюся в его короткометражном фильме «Настя». Вторая главная женская роль писалась под Ксению Раппопорт, но сыграла её в итоге Виктория Исакова, чем режиссёр крайне доволен. Обе актрисы в фильме поют своими голосами, за исключением оперных арий, которые исполнила солистка оперы Московского музыкального театра имени К. С. Станиславского и Вл. И. Немировича-Данченко Ирина Ващенко. Сам сценарист и режиссёр Кирилл Плетнёв в финале картины тоже спел, точнее, прочёл рэп.
Первая часть съёмочного периода фильма проходила в Псковской области, в законсервированной воспитательной колонии для несовершеннолетних в городе Невель. Это была почти готовая декорация, требующая небольшого косметического вмешательства. Эта локация помогла с подбором актёров для второго плана и массовки. В стоящих рядом с колонией домах живут бывшие работники ВОХР, которые в итоге и приняли участие в съёмках фильма. Режиссёр ещё на выборе натуры решил одеть их в зэков, «и это абсолютно сработало, потому что глаза, их взгляды абсолютно такие же, такого найти больше невозможно».
Режиссёр уверяет, что фильм не несёт социальной составляющей, это не «чернуха». «Изначально мы брали для себя референс „Миллионер из трущоб“ и „Чёрная кошка, белый кот“ — такое народное кино, яркое кино».
События, происходящие на телевизионном конкурсе вокалистов в Москве, снимались в бывшем казино «Golden Palace» на улице Правды, близ Белорусского вокзала.

## Премьерные показы
Премьера фильма «Жги!» состоялась на XXVIII открытом российском кинофестивале «Кинотавр», проходившем в Сочи с 7 по 14 июня 2017 года.
В июле 2017 года «Жги!» был фильмом закрытия I фестиваля актуального кино «Горький fest» в Нижнем Новгороде.
1 июня 2018 года фильм в рамках конкурса "Поздняя премьера" был показан на Забайкальском Международном Кинофестивале.

## Критика
На пресс-конференции, посвящённой конкурсному показу фильма на кинофестивале «Кинотавр», бывший президент Гильдии киноведов и кинокритиков Виктор Матизен довольно жёстко обратился к режиссёру фильма Кириллу Плетнёву, назвав последнюю часть его картины «отвратительной» и «тошнотворной». В частности, его смутило единодушие, с которым на титрах танцуют заключённые и тюремщики. Контраст между трагическим финалом и легкомысленной картинкой на титрах стал основной темой обсуждения фильма на фестивале. По словам режиссёра Кирилла Плетнёва, сцену во время титров нужно воспринимать как «выход на поклон» основного актёрского состава фильма.
Журналист Елена Яковлева («Аргументы и факты») отмечает, что Кирилл Плетнёв, перенеся в российские реалии историю о тюремной надсмотрщице Сэм Бэйли, сделал её глубже и драматичнее. «Несвобода (пусть и условная) давно стала нормой жизни для всех героев этого фильма. Они не просто не думают о собственных чувствах, но и молчаливо наблюдают за преступлениями, которые ежедневно совершаются сотрудниками колонии». Главный недостаток фильма журналистка видит в желании режиссёра угодить абсолютно всем, и любительницам криминальных мелодрам, и целевой аудитории популярных сегодня вокальных телешоу, и поклонникам истории перевоплощения «мымры» Людмилы Калугиной из «Служебного романа». Авторы «так старались снять хороший фильм, что их желание порой просвечивается сквозь кадр: здесь зрители должны пустить слезу, здесь нужно будет посмеяться, а здесь — задуматься о жизни. Возникает ощущение, что это грамотно выстроенное продюсерское кино, а не честное режиссёрское высказывание».
Денис Ступников констатировал, что «перенесённый на неоднородную российскую почву реальный факт моментально стал отдавать криминальной драмой, караоке-комедией и даже „Левиафаном“!». Он отметил отличную игру актёров, однако написал при этом, что Плетнёв, ориентируясь на такие киношедевры, как «Общество мёртвых поэтов» и «Миллионер из трущоб», искусственно перегрузил картину контрастными эмоциями и избыточными деталями, отошёл от естественности в сторону манипуляции эмоциями зрителей. Он также посетовал на второстепенность и эклектичность собственно музыкальной линии фильма.

## Награды и номинации
- 2017 — Приз «За лучшую женскую роль» на XXVIII открытом российском кинофестивале «Кинотавр» — Инга Оболдина[9]
- 2017 — VI Московский кинофестиваль «Будем жить» — 1 место в конкурсе полнометражных фильмов[20]
- 2017 — Приз зрительских симпатий на 2-м Уральском открытом фестивале российского кино (Екатеринбург)[21]
- 2017 — II международный кинофестиваль «Евразийский мост» (Ялта) — диплом жюри «За самый страстный актёрский дуэт» — Инга Оболдина и Виктория Исакова[22]
- 2018 — Первый открытый фестиваль популярных киножанров «Хрустальный источникъ» (Ессентуки) — Гран-при[23].